# Троянская война (фильм)
«Троянская война» (итал. La Guerra di Troia) — фильм-пеплум 1961 года, режиссёра Джорджо Феррони. В международном прокате фильм также известен под названием «Троянский конь» (The Trojan Horse).
В 1962 году вышел сиквел этого фильма под названием «Легенда об Энее».

## Сюжет
XIII век до н. э. Цари всех греческих городов осадили город Трою. За его неприступными стенами Парис держит свою украденную добычу — Елену Прекрасную. Силы Трои на исходе. Гектор — брат похитителя Париса, уже убит Ахиллом, который отомстил тем самым за своего друга Патрокла, погибшего в схватке с Гектором. Ахилл с гордостью проволок тело Гектора за своей колесницей, под стенами Трои, на глазах бессильно сжимавших кулаки старого царя Приама и молодого Энея. Это был словно знак судьбы, ожидавшей непокорную Трою.

## В ролях
- Стив Ривз — Эней
- Жюльет Майниель — Креуса
- Джон Дрю Берримор[англ.] — Одиссей
- Эди Вессель — Елена Прекрасная
- Лидия Альфонси — Кассандра
- Уорнер Бентивенья — Парис
- Луциана Анджолилло — Андромаха
- Артуро Доминичи — Ахиллес
- Миммо Пальмара — Аякс
- Нерио Бернарди — Агамемнон
- Нандо Тамберлани — Менелай
- Карло Тамберлани — Приам
- Джованни Чанфрилья — Диомед